# روبرت بيتر غيل
روبرت بيتر غيل (بالإنجليزية: Robert Peter Gale)‏ هو عالم أورام وطبيب وباحث أمريكي، ولد في 11 أكتوبر 1945 في نيويورك في الولايات المتحدة.

## وصلات خارجية
- روبرت بيتر غيل على موقع IMDb (الإنجليزية)
- روبرت بيتر غيل على موقع مونزينجر (الألمانية)